# Sarit Hadad

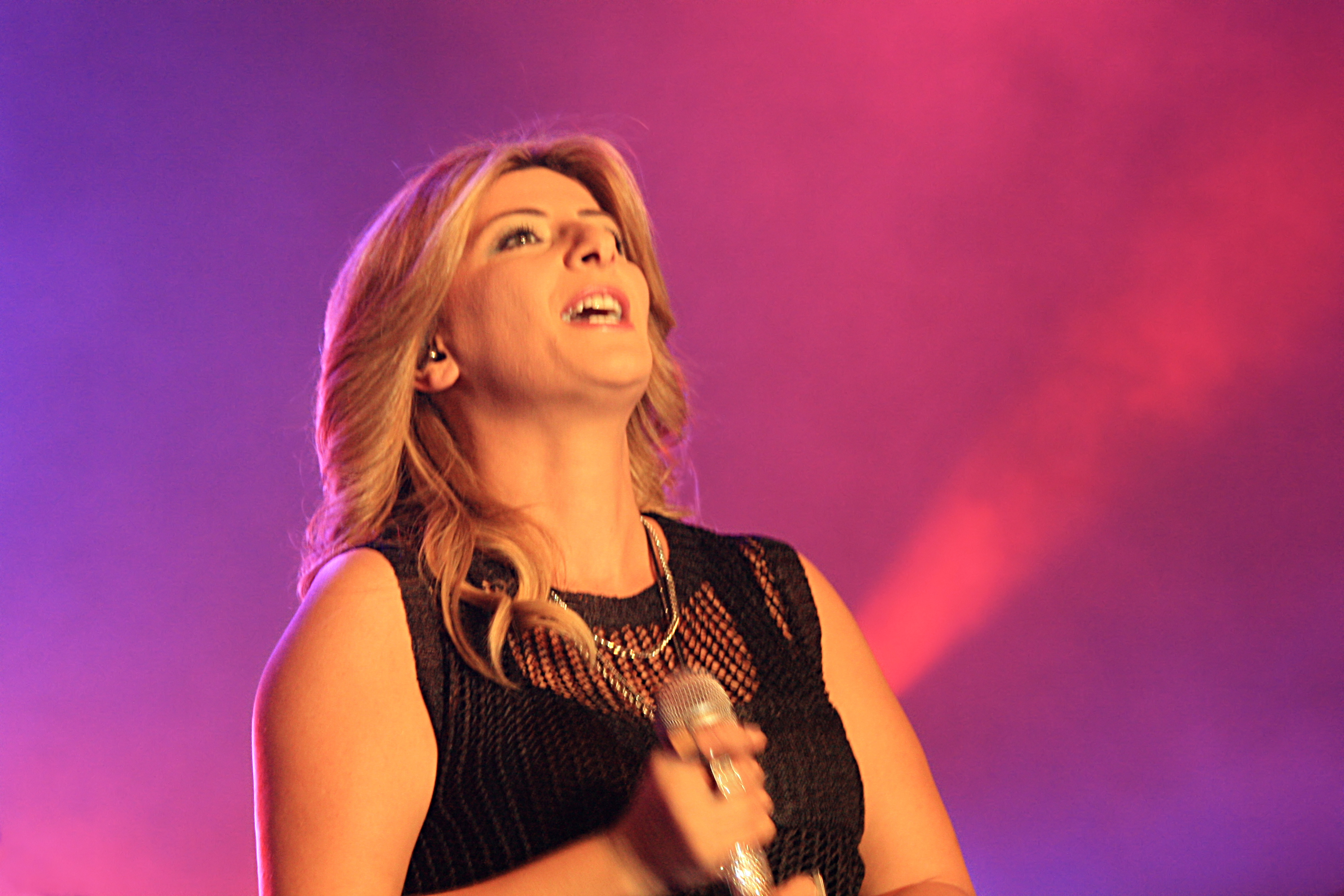
Sarit Hadad, 2013

Sarit Hadad שרית חדד (född Sara Hodedtov), israelisk sångerska, född den 20 september 1978 i Hadera, Israel. Hennes föräldrar är av kaukasisk-judiskt och tunisiskt ursprung.
När Sarit var 15 år inledde hon sin karriär som sångerska i Hadera Youth Band.
År 2002 tävlade hon för Israel i Eurovision Song Contest i Tallinn, Estland med bidraget "Let's Light a Candle Together" (Bo'u Venadlik Beyachad Ner), som hamnade på tolfte plats i tävlingen, skrivet av Zvika Pak och Yoav Ginai.

## Diskografi
- Caesaria (dvd)
- Child of Love
- Doing What I Want
- Law of Life
- Like Cinderella
- Live in France
- Live in Heychal Hatarboot Tel-Aviv
- Live in Heychal Hatarboot Tel-Aviv (vhs)
- Only Love Will Bring Love
- Road I Chose
- Spark of Life
- Sweet Illusions